# Strzępkoskóreczka pomarszczona

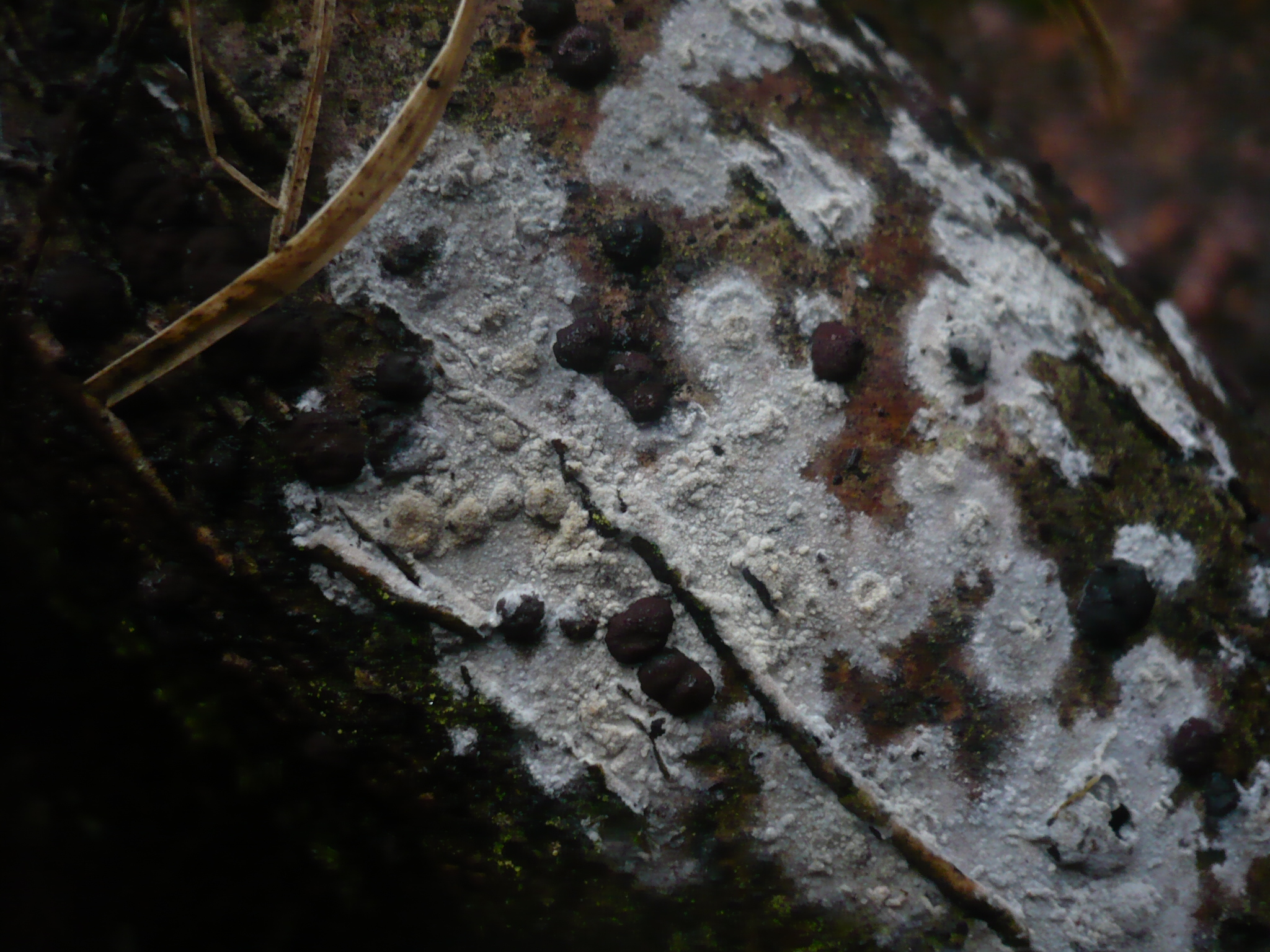

Strzępkoskóreczka pomarszczona (Hyphodermella corrugata (Fr.) J. Erikss. & Ryvarden) – gatunek grzybów z rzędu żagwiowców (Polyporales).

## Systematyka i nazewnictwo
Pozycja w klasyfikacji według Index Fungorum: Hyphodermella, Phanerochaetaceae, Polyporales, Incertae sedis, Agaricomycetes, Agaricomycotina, Basidiomycota, Fungi.
Gatunek ten opisał w 1874 roku Elias Fries, nadając mu nazwę Grandinia corrugata. Obecną, uznaną przez Index Fungorum nazwę nadali mu John Eriksson i Leif Ryvarden w 1976 r.
Ma 16 synonimów. Niektóre z nich:
- Hydnochaete laeta Rick 1959
- Metulodontia junquillea (Quél.) Parmasto 1968
- Odontia fibrosissima Rick 1959
- Odontia horridissima Rick 1959
- Protodontia livida (Bres.) Park.-Rhodes 1956[2].

Polską nazwę zaproponował Władysław Wojewoda w 2003 r.

## Morfologia
Owocnik
Rozpostarty lub rozpostarto-odgięty, pojedynczy o kolistym kształcie, ale sąsiednie owocniki zlewają się z sobą. Świeże owocniki mają krustę łykowatą, starsze twardą. Powierzchnia hymenialna początkowo biaława lub kremowa, z wiekiem ciemniejąca, ochrowa lub izabelinowa, nieregularnie kolczasta, początkowo z rozproszonymi, a następnie stłoczonymi, krótkimi stożkowatymi kolcami, na wierzchołku zaopatrzonymi w wystające, podobne do cystyd inkrustowane strzępki, które łączą się ze sobą. Brzeg zmienny, ale przeważnie określony, u młodych owocników często włókienkowaty.
Cechy mikroskopowe
System strzępkowy monomityczny. Strzępki wyraźne, cienkościenne, o średnicy do 3 µm, bez sprzążek; kierunek strzępek głównie pionowy. W starych owocnikach strzępki są częściowo zapadnięte, dzięki czemu tekstura w przekroju nabiera wyglądu przypominającego siatkę. Cystyd brak, ale w wierzchołkowej części strzępek kolców znajdują się silnie inkrustowane strzępki podobne do cystyd. Podstawki maczugowate, często zwężające się do kształtu przypominającego łodygę, przeważnie o wymiarach 35–50 × 6–7 µm, czasem dłuższe, zwłaszcza u młodych owocników, zwykle z 4 sterygmami. Zarodniki elipsoidalne, gładkie, cienkościenne, z gutulami w protoplazmie, 7–10 × 4–6 µm (według Bourdota i Galzina czasami osiągające 12 × 7,5 µm), pod mikroskopem szkliste, ale w masie żółte.

## Występowanie i siedlisko
Podano jego stanowiska w Ameryce Północnej i Południowej, Eurazji, Australii i na niektórych wyspach. Najwięcej stanowisk podano w Europie. W Polsce do 2003 r. znane były tylko dwa stanowiska i to już historyczne, podane przez G. Bresàdolę w 1903 r. i B. Eichlera w 1904 r. w Międzyrzeczu Podlaskim. Według W. Wojewody jest to gatunek na terenie Polski wymarły.
Nadrzewny grzyb saprotroficzny. Występuje w lasach na martwym drewnie. W Polsce notowany był na drewnie topoli osiki i dębie.